# Счотник, Атанасие
Атанасие Счотник ( Atanasie Sciotnic; 1 марта 1942, Мила 23 — 5 апреля 2017) — румынский гребец-байдарочник, выступал за сборную Румынии в середине 1960-х — начале 1970-х годов. Серебряный и бронзовый призёр летних Олимпийских игр, многократный чемпион мира и Европы, победитель многих регат национального и международного значения.

## Биография
Атанасие Счотник родился 1 марта 1942 года в селе Мила 23, жудец Тулча. Активно заниматься греблей начал в раннем детстве, проходил подготовку в Бухаресте, состоял в столичном спортивном обществе «Динамо».
Первого серьёзного успеха на взрослом международном уровне добился в 1964 году, когда попал в основной состав румынской национальной сборной и благодаря череде удачных выступлений удостоился права защищать честь страны на летних Олимпийских играх в Токио. Завоевал бронзовую медаль в четвёрках на дистанции 1000 метров, при этом его партнёрами были Симьон Кучьюк, Аурел Вернеску и Михай Цуркаш.
В 1965 году Счотник стал чемпионом Европы, в 1966 году побывал на первенстве мира в Берлине, где поднимался на пьедестал почёта четыре раза: получил бронзу в эстафете 4 × 500 м, золото в двойках на пятистах метрах, серебро в двойках на тысяче метрах и ещё одно золото в четвёрках на тысяче метрах. Будучи одним из лидеров гребной команды Румынии, благополучно прошёл квалификацию на Олимпийские игры 1968 года в Мехико, но на сей раз попасть в число призёров не смог, в двойках в паре с Вернеску показал на километровой дистанции шестой результат.
В 1970 году на мировом первенстве в Копенгагене Счотник добавил в послужной список серебряную медаль, добытую в гонке двоек на пятистах метрах. Год спустя на аналогичных соревнованиях в Белграде пополнил медальную коллекцию золотом в программе четырёхместных экипажей на десяти тысячах метрах. В 1972 году отправился на Олимпиаду в Мюнхене, в составе четырёхместного экипажа, куда также вошли гребцы Роман Вартоломеу, Аурел Вернеску и Михай Зафиу завоевал на тысяче метрах серебряную награду — лучше финишировал только экипаж из СССР.
После трёх Олимпиад Атанасие Счотник ещё в течение двух лет оставался в основном составе румынской национальной сборной и продолжал принимать участие в крупнейших международных регатах. Так, в 1973 году он выступил на чемпионате мира в финском Тампере, став бронзовым призёром в эстафете и в четвёрках на десятикилометровой дистанции. В следующем сезоне на мировом первенстве в Мехико одержал победу в эстафете 4 × 500 м. Вскоре по окончании этих соревнований принял решение завершить карьеру профессионального спортсмена, уступив место в сборной молодым румынским гребцам.